# Verband der Buchbinder und Papierverarbeiter Deutschlands
Der Verband der Buchbinder und Papierverarbeiter Deutschlands wurde 1885 als Unterstützungsverband für Vereine der Buchbinder, Portefeuiller, Album-, Etuis-, Kartonagenarbeiter, Liniierer usw. und deren Hilfsarbeiter gegründet. Die sozialdemokratisch freie Gewerkschaft organisierte im deutschen Kaiserreich und in der Weimarer Republik die Arbeitnehmer, die Papier herstellen, Bücher binden oder als Feintäschner Portefeuilles herstellen.

## Geschichte
Nach dem Ende des Sozialistengesetz wurde eine Gewerkschaft auf einem Buchbinder-Kongress in Offenbach am Main am 4. April 1885 gegründet. Vorläufer-Verbände gehen bis 1848 zurück. Zunächst war der Sitz in Stuttgart, ab Oktober 1904 in Berlin.
Die Gewerkschaft wurde im Laufe der Zeit mehrfach umbenannt:
- 1885–1889: Unterstützungsverband für Vereine der Buchbinder, Portefeuiller, Album-, Etuis-, Kartonagenarbeiter, Liniierer usw. und deren Hilfsarbeiter
- 1889–1893: Unterstützungsverband der Vereine der in Buchbindereien und verwandten Geschäftszweigen beschäftigten Arbeiter
- 1893–1900: Verband der in Buchbindereien, der Papier- und Ledergalanteriewaren-Industrie beschäftigten Arbeiter und Arbeiterinnen Deutschlands
- 1900–1919: Deutscher Buchbinderverband
- 1919–1933: Verband der Buchbinder und Papierverarbeiter Deutschlands

Der Verband war Mitglied in der Generalkommission der Gewerkschaften Deutschlands und 1919 Gründungsmitglied beim Nachfolger Allgemeiner Deutscher Gewerkschaftsbund. International war die bei der Internationalen Föderation der Buchbinder und verwandter Berufe aktiv.
Die Machtergreifung der Nationalsozialisten im Januar 1933 und die Besetzung der Gewerkschaftshäuser am 2. Mai 1933 bedeuteten das Ende der freien Gewerkschaften in Deutschland. Als Nachfolger-Organisationen nach dem Zweiten Weltkrieg wurde im Juni 1946 in Ostdeutschland die Industriegewerkschaft Druck und Papier und im November 1948 in Westdeutschland die Gewerkschaft Industriegewerkschaft Druck und Papier gegründet.

## Vorsitzende
- 1885–1904: Adam Dietrich
- 1904–1919: Emil Kloth
- 1919–1933: Eugen Haueisen